# Cyanea pinnatifida
Cyanea pinnatifida é uma das raras espécies de plantas da família campânula conhecida pelo nome comum de sharktail cyanea. É endémica de Oahu e actualmente está extinta na natureza e somente existe em cultivos. Como outras Cyanea é conhecida como haha em havaiano.